# 愛のままにわがままに 僕は君だけを傷つけない
「愛のままにわがままに 僕は君だけを傷つけない」（あいのままにわがままに ぼくはきみだけをきずつけない）は、日本の音楽ユニット・B'zの楽曲。1993年3月17日にBMGルームスより12作目のシングルとして発売された。

## 概要
アルバムツアー『B'z LIVE-GYM '93 RUN』開催中に発売されたシングルで、B'zのシングルで初の横向きデザインのジャケット。日本語のみのタイトルは2ndシングル『君の中で踊りたい』以来である。
B'z最大のヒットシングルであり、オリコン週間シングルチャートで4週連続1位を獲得し、1993年度オリコン年間チャートもB'zのシングルで最高となる2位を記録した。また、発売から10年後の2003年に再発盤との合算で2006年5月時点でのオリコン調べによる累計売上が202.1万枚となり、シングルでは唯一200万枚を突破した。
当時はビーイング系が売上を伸ばしたビーイングブームだったこともあり、1993年度オリコン年間1位を獲得した『YAH YAH YAH/夢の番人』（CHAGE and ASKA）の首位を2週間で止め、1993年3月29日付のオリコンチャートでは初動で72.5万枚を記録し1位となった。本作を皮切りにビーイング系のシングルは同年7月26日付まで18週連続でオリコンチャート1位を独占した。
第8回日本ゴールドディスク大賞でベスト5シングル賞を受賞した。
2003年3月26日に34thシングル『IT'S SHOWTIME!!』と他のB'zの過去のシングル10作（4thシングル『BE THERE』 - 13thシングル『裸足の女神』）と共に再発売（リマスタリング、12cm化) され、2003年4月7日付けオリコン週間シングルチャートでは再発売シングル10作が上位を占め（本作は5位）、トップ10中9タイトルを独占した。

## 収録曲
| 全作詞: 稲葉浩志、全作曲: 松本孝弘、全編曲: 松本孝弘・明石昌夫。 |                                                 |          |            |      |
| #                                                                | タイトル                                        | 作詞     | 作曲・編曲 | 時間 |
| 1.                                                               | 「愛のままにわがままに 僕は君だけを傷つけない」 | 稲葉浩志 | 松本孝弘   | 3:58 |
| 2.                                                               | 「JOY」                                         | 稲葉浩志 | 松本孝弘   | 3:38 |
| 合計時間:                                                        | 合計時間:                                       | 7:36     |            |      |

## 楽曲解説
1. 愛のままにわがままに 僕は君だけを傷つけない
  - 前作「ZERO」とは異なり再びポップ路線となっている。
  - ドラマのタイアップは発売の前年に決定しており、1993年1月よりレコーディングが開始された[10]。
  - オリジナル・アルバムには未収録で、ベスト・アルバム『B'z The Best "Pleasure"』『B'z The Best "ULTRA Pleasure"』『B'z The Best XXV 1988-1998』に収録されている。また、松本のソロアルバム『House Of Strings』にはインストゥルメンタルバージョンが収録されている。
  - TV番組では、1993年3月19日に『ミュージックステーション』で一度披露され[11]、その10年後の2003年にも『ミュージックステーションスペシャル』（2003年3月28日）[12]・『CDTV 10周年史上最高プレミアライブ!』（2003年4月2日）で「IT'S SHOWTIME!!」と共に披露された。
  - ライブでは滅多に演奏されず[注 2]、その理由としてメンバーは「ライブ映えしない」「（当時のライブで）思ったほど客のリアクションがなかった」とコメントしていた[注 3]。『B'z LIVE-GYM Pleasure 2008 -GLORY DAYS-』のツアーパンフレット内でのインタビューでも、稲葉は「ノリにくい・・・みたいなね」と評した[16]。
2. JOY
  - オリジナル・アルバムには未収録だが、マスト・アルバム『B'z The "Mixture"』にリミックスバージョンが収録されている。
  - ライブでは、2021年に行われた『B'z presents LIVE FRIENDS』のアンコールで、リリースから約28年越しに初演奏された[17][18][19][20]。

## タイアップ
- 日本テレビ開局40周年記念ドラマ『西遊記』主題歌（#1）

## 参加ミュージシャン
- 松本孝弘:ギター、全曲作曲・編曲
- 稲葉浩志:ボーカル、全曲作詞
- 明石昌夫:ベース、全曲編曲
- 田中一光:ドラム
- 生沢佑一:コーラス（#1）
- 大黒摩季:コーラス
- 山本公樹:サックス（#1）
- 澤野博敬:トランペット（#1）
- 五反田靖:トランペット（#1）
- 野村裕幸:トロンボーン（#1）
- HIIRO Strings:ストリングス
- B+U+M

## 収録アルバム
愛のままにわがままに 僕は君だけを傷つけない
- B'z TV STYLE II Songless Version（TV STYLE）
- B'z The Best "Pleasure"
- B'z The Best "ULTRA Pleasure"
- B'z The Best XXV 1988-1998
- House Of Strings（インストゥルメンタルバージョン）

JOY
- B'z The "Mixture"（-Mixture mix-）

## ライブ映像作品
愛のままにわがままに 僕は君だけを傷つけない
- Typhoon No.15 〜B'z LIVE-GYM The Final Pleasure "IT'S SHOWTIME!!" in 渚園〜
- B'z LIVE-GYM Hidden Pleasure 〜Typhoon No.20〜
- B'z LIVE-GYM 2010 "Ain't No Magic" at TOKYO DOME
- B'z LIVE-GYM 2008 -ACTION-
- B'z COMPLETE SINGLE BOX（特典DVD）
- B'z LIVE-GYM Pleasure 2023 -STARS-

JOY
- B'z presents LIVE FRIENDS